# Испания на «Евровидении-2008»
Испания на «Евровидении 2008» была представлена певцом Родольфо Чикиликуатре (он же известный комик и телеведущий Давид Фернандес Ортис), который исполнил реггетон-композицию Baila el Chiki Chiki. На правах члена «Большой четвёрки» Испания миновала стадию полуфиналов и вышла прямо в финал, заняв 16-е место с 55 очками.
Отборочный конкурс стал одним из самых масштабных и одновременно скандальных в истории Испании. Было подано 536 заявок на участие, лучшие из которых выбирались за счёт онлайн-голосования, однако это привело к бешеной накрутке голосов в пользу ряда участников. Накрутка в итоге сыграла на руку экстравагантному Чикиликуатре, который и выиграл финальный этап отбора благодаря поддержке телезрителей. Испания, заняв относительно невысокое 16-е место, впервые за три года сумела избежать «подвала» итогового рейтинга (последние пять мест).

## Национальный отбор[2]

### Правила отбора
В преддверии Евровидения-2008 был запущен телепроект «Salvemos Eurovisión» (с исп. — «Спасём Евровидение»). Отборочный конкурс носил открытый характер: каждый, кто готов был принять участие в конкурсе, должен был создать свою страницу в соцсети MySpace, загрузить туда приветственное видео и песню. Принять участие могли граждане Испании или иностранцы, проживавшие в Испании не менее 2 лет. Песню необходимо было написать на одном из официальных языков Испании, хотя припев или часть куплета можно было исполнять на языке любой другой страны-участницы Евровидения-2008.
В финал выходили 10 песен: пять выбирались онлайн-голосованием, ещё пять выбирались профессиональным жюри. Сроки голосования: 11—20 февраля, результат онлайн-голосования объявлялся 1 марта, а 8 марта в телестудии RTVE в Мадриде проводился финальный гала-концерт и объявлялся победитель. Ведущей финала стала итальянская певица и актриса Рафаэлла Карра. Победителя отбора определяло также народное голосование, но уже не интернет-пользователей, а телезрителей.

### Скандалы
Национальный отбор стал жертвой крупнейшего скандала: при помощи поддельных электронных адресов велась «накрутка» голосов в пользу ряда участников. Лидерами по числу фиктивных голосов стали авторы юмористических номеров Родольфо Чикиликуатре и Антонио «Эль Гато» Гонсалес. Организаторы отбора начали процесс снятия фиктивных голосов, зафиксированных с подложных адресов электронной почты, однако испанских хакеров это не останавливало: опрос на MySpace не учитывал IP-адреса голосующих, что позволяло легко добавлять голоса в пользу конкретных лиц. В знак протеста участницы конкурса Кристина Маес и Натали Мерино отказались от дальнейшего участия, обвинив организаторов в халатности и нарушении правил отбора. Уже позднее интернет-пользователи сознались, что сначала они проводили накрутку голосов в поддержку Чикиликуатре, но после того как руководство шоу Андреа Буэнафуэнте отказалось признавать такую помощь, они из хулиганских побуждений решили поддержать Антонио Гонсалеса. Чикиликуатре не потерял свои голоса, несмотря на предупреждения от организаторов национального отбора.
После официального завершения голосования состоялся пересчёт голосов. В итоге Антонио Гонсалес был дисквалифицирован, потеряв более 100 тысяч голосов (из них 80 тысяч он набрал за два дня), и в финал вышли занявшие со 2-го по 6-е места исполнители: Родольфо Чикиликуатре, La Casa Azul, Аркаиц, Корал и Bizarre. Выбор жюри также поразил всех: в финал первоначально прошли конкурсанты, занявшие 86-е, 97-е, 142-е, 153-е и 416-е места, однако затем конкурсант с 86-го места был дисквалифицирован, и его место занял кандидат со 106-го места. В итоге в финал судьями были отобраны исполнители Ell*as, Lorena C, Марсок Манги, D-Vine и Инната. Lorena C заменил исполнителей Null System.

### Итоги
Занявший 2-е место в интернет-голосовании Родольфо Чикиликуатре заручился поддержкой зрителей и выиграл отбор.
| Номер | Исполнитель           | Песня                 | Баллы | Место |
| 1     | Bizarre               | Si pudiera            | 22    | 6=    |
| 2     | Innata                | Me encanta bailar     | 15    | 8     |
| 3     | Arkaitz               | Un olé                | 32    | 4     |
| 4     | Ell*as                | 100x100               | 9     | 9=    |
| 5     | Lorena C              | Piensa gay            | 22    | 6=    |
| 6     | D-Vine                | I do you              | 9     | 9=    |
| 7     | Rodolfo Chikilicuatre | Baila el Chiki-chiki  | 60    | 1     |
| 8     | Marzok Mangui         | Caramelo              | 24    | 5     |
| 9     | La Casa Azul          | La revolución sexual  | 42    | 3     |
| 10    | Coral                 | Todo está en tu mente | 48    | 2     |

## Концертный номер
Давид Фернандес создал образ своего героя в телеканале La Sexta на телешоу Андреа Буенафуенте. Именно канал организовал промокампанию в СМИ для поддержки Чикиликуатре, который внешне напоминал Элвиса Пресли, читавшего рэп. Оригинальная песня в стиле реггетон длилась 1:24, но в финале прозвучала уже двухминутная версия. Позднее Чикиликуатре пришлось ещё и вырезать из песни кусок текста, чтобы не нарушать правила Евровидения, запрещающие какую-либо политическую пропаганду: в оригинале песни упоминались ряд политиков — Мариано Рахой, Уго Чавес, Хосе Луис Родригес Сапатеро. Однако в версии для Евровидения осталось только упоминание о короле Хуане Карлосе I, произнёсшем в адрес Уго Чавеса известнейшую фразу «¿Por qué no te callas?» («Почему бы тебе не заткнуться?»).
После завершения отбора телекомпания TVE организовала телешоу, на котором прошёл отбор танцовщиц для концертного номера Чикиликуатре. Ведущим был один из авторов текста песни, Сантьяго Сегура. В делегацию в итоге прошли Летисия Мартин, Мария Анхелес Мас и Сесилия Лопес, которых выбрал хореограф Майте Маркос. Также с Родольфо выступали Сильвия Абриль и Алехандра Хименес-Каскон (исп. Alejandra Jiménez-Cascón). Приглашённой гостьей на шоу стала представительница Украины на Евровидении Ани Лорак.

## Мнения
Отборочный конкурс в Испании неоднократно назывался скандальным, его результаты — фарсом, а его победитель — и вовсе «фриком». Музыкальные критики находили нечто забавное в номере, но не давали никаких шансов на победу. Автор интернет-проекта «Евровидение-Казахстан» Андрей Михеев остался недовольным выбором зрителей и интернет-пользователей, решив, что те просто впали в транс и по этой причине поддержали кандидатуру Чикиликуатре:

- музыка: Музыка как таковая отсутствует. Есть всепожирающий танец Чики-Чики, вводящий в общий транс всех слушателей. 7/10
- текст: Набор слов с неким политическим подтекстом. 7/10
- вокал: Тоже отсутствует как таковой. 6/10
- итог: Разве что вся Европа погрузится в такой же транс, как и испанцы… Это же надо было выбрать это в шоу «Спасем Евровидение» из 500 кандидатов. 7/10

Председатель российского фан-клуба OGAE Антон Кулаков был не так критичен, назвав песню «второй макареной» и отметив большой потенциал песни, которая из рингтона может стать мегахитом мирового уровня:

- музыка: В каждом конкурсе должен быть свой рингтон. Хотя… боюсь, что это вторая макарена или ламбада по уровню своего воздействия. Несмотря на её бредовость, это имеет дикий потенциал. 8/10
- текст: О том как все люди любят этот танец. Уго Чавес тоже. Политики никакой. 8/10
- вокал: О да… ЭТО ВОКАЛ!!! 6/10
- итог: При всем скепсисе — боюсь, что это один из призёров всего конкурса, ибо из этого можно сделать мегахит мирового уровня. 10/10

## Телевещание
Телекомментатором для телерадиокомпании TVE стал Хосе Луис Урибарри, который с 1969 по 2003 годы осветил 16 конкурсов. Он обещал появиться и в специальном шоу Dansin Chiki Chiki, хотя журналисты и фанаты конкурса недоумевали, поскольку Урибарри критиковал результаты телезрительского голосования. Глашатаем стала телеведущая Аиноа Арбизу, которая занимала эту должность в 2005 и 2007 годах.

## Результаты
Испания, миновав полуфинальную стадию на правах члена «Большой четвёрки», заняла 16-е место и 55 баллов, что было прогрессом: предыдущие три конкурса она заканчивала неизменно в последней пятёрке конкурсантов, несмотря на все свои старания. Песня впечатлила Николая Баскова, который в эфире телеканала «Россия» перед оглашением зрительских результатов даже высказал смелое предположение о возможности победы Чикиликуатре.

### Голоса испанских зрителей
| 12 баллов | Андорра   |
| 10 баллов | Армения   |
| 8 баллов  | Румыния   |
| 7 баллов  | Греция    |
| 6 баллов  | Финляндия |
| 5 баллов  | Россия    |
| 4 балла   | Израиль   |
| 3 балла   | Польша    |
| 2 балла   | Норвегия  |
| 1 балл    | Ирландия  |

| 12 баллов | Румыния    |
| 10 баллов | Армения    |
| 8 баллов  | Португалия |
| 7 баллов  | Украина    |
| 6 баллов  | Норвегия   |
| 5 баллов  | Россия     |
| 4 балла   | Исландия   |
| 3 балла   | Греция     |
| 2 балла   | Латвия     |
| 1 балл    | Швеция     |

### Голоса за Испанию
| 12 баллов | 10 баллов                    | 8 баллов | 7 баллов | 6 баллов                                                 |
| --------- | ---------------------------- | -------- | -------- | -------------------------------------------------------- |
| - Андорра | - Португалия                 | - Греция |          |                                                          |
| 5 баллов  | 4 балла                      | 3 балла  | 2 балла  | 1 балл                                                   |
| - Франция | - Бельгия - Кипр - Швейцария | - Турция |          | - Албания - Армения - Дания - Финляндия - Великобритания |